# 新国際ビルヂング
新国際ビルヂング（しんこくさいビルヂング）は、東京都千代田区丸の内三丁目に所在するオフィスビルである。

## 歴史
新東京ビルヂングの南側には、丸の内仲通り沿いに三菱仲4号館（1912年竣工）・三菱仲2号館（1919年竣工）・飯野海運ビル（1919年竣工。内幸町の飯野ビルディングとは異なる）、大名小路沿いに日石ビルディング（旧 有楽館。1922年竣工）・日本交通協会会館（1916年竣工）・生命保険会館があり、このうち仲4号館・仲2号館跡地では1963年11月12日に新ビル建設の地鎮祭が行われた。飯野海運ビルは1919年に日本製麻本社として建設されたのち、富国生命保険の所有となったあと1951年に飯野海運が所有した。1962年より飯野海運から三菱地所に対し売却の交渉があり、1963年9月に三菱地所が購入したあと「仲2号館別館」の名称で第一生命保険に賃貸された。生命保険会館を所有する生命保険協会は、地権者の三菱地所に対し1960年より単独での建替えを申し入れていたが、共同で大型のビルを建設する方針の三菱地所とは折り合いがつかなかった。1963年5月、生命保険協会会長に弘世現日本生命保険社長、会館建設を担当する副会長に浜田吉兵衛第一生命保険社長が就任すると、方針を転換して、共同ビル案に賛同。1964年6月に合意が成立した。日本交通協会は、三菱地所からの共同ビル建設の提案に非公式に内諾の意向を示したが、建設資金やテナントの移転問題で交渉は進展しなかった。1963年7月に十河信二元日本国有鉄道総裁が会長に就任し、生命保険協会と三菱地所との合意が成立すると、日本交通協会と三菱地所との話し合いも進展し、テナントの移転先の手配や建替え中の賃料の補償、新ビルのフロアの一部を日本交通協会が所有することを条件に、1965年10月に合意を取り付けた。日本石油との交渉は成立せず、1979年より新日石ビルヂングとして単独で建替えられた。仲2号館別館（旧 飯野海運ビル）と生命保険会館は1965年3月28日より解体を開始し、同年5月1日より本体工事に着手した。日本交通協会会館の引き渡しは翌1966年1月16日で、工程のすり合わせが求められた。
仲4号館・仲2号館跡地に第1期工事として建設された建物は「第三東京ビルヂング」の名称で1965年9月20日に竣工。第2期工事は1967年3月22日に竣工し、隣接地に1966年9月に竣工した「国際ビルヂング」との調整から、「新国際ビルヂング」に改称された。

## 建築
北東角に新日石ビルヂングがあるため、北を上にしたL字型の断面をもつ。地下には三菱地所としては初となる地域熱供給プラントがあり、1974年より周辺ビルに冷暖房用の蒸気を供給している。このプラントは、1990年に丸の内熱供給株式会社に移管された。

## テナント

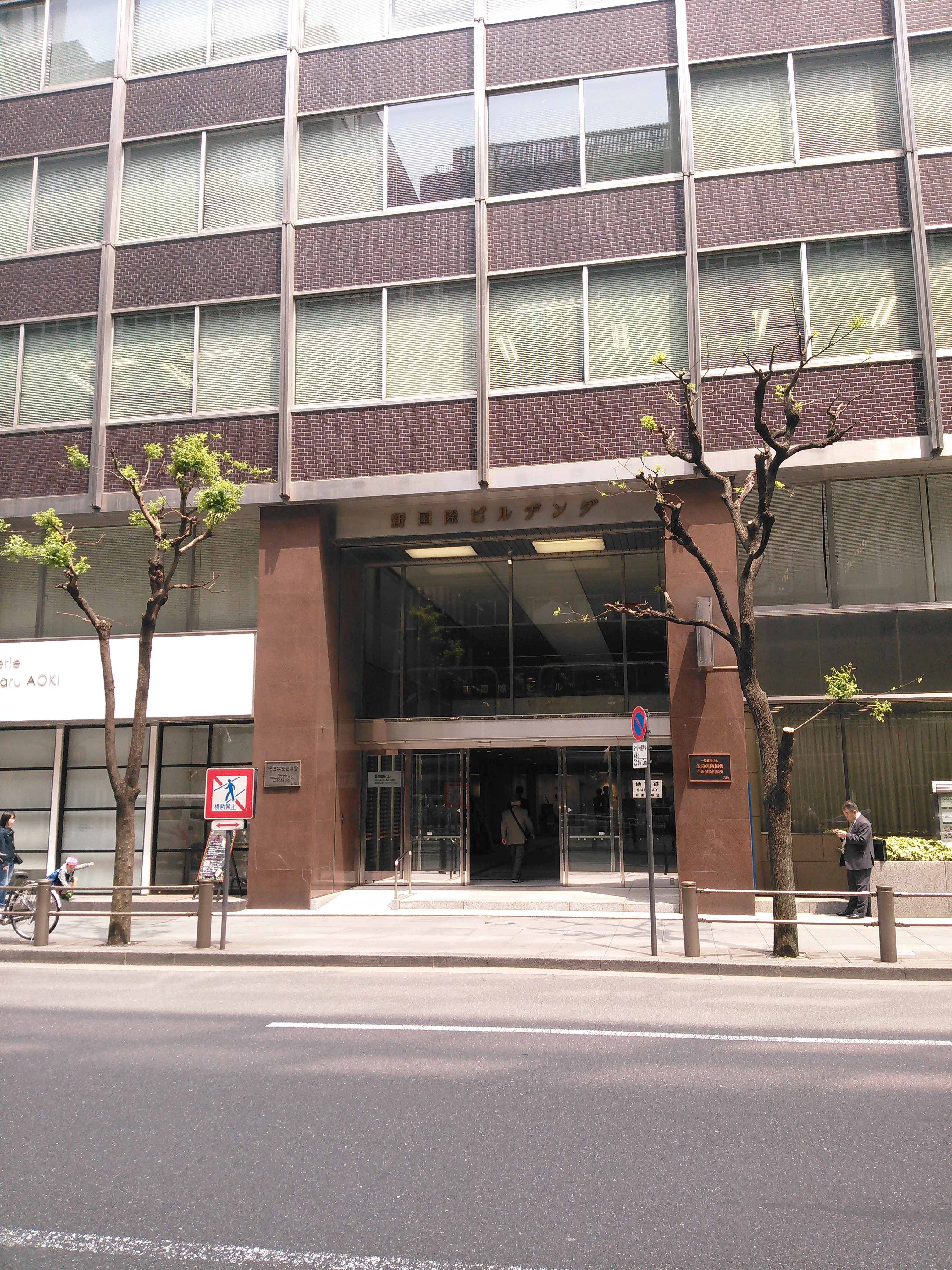
新国際ビルヂングのエントランス。左側に日本交通協会、右側に生命保険協会の銘板が見える

生命保険協会（3階）、日本交通協会（9階）、三井住友銀行丸ノ内支店などが入居する。